# Gianico
Gianico is een gemeente in de Italiaanse provincie Brescia (regio Lombardije) en telt 2033 inwoners (31-12-2004). De oppervlakte bedraagt 13,3 km², de bevolkingsdichtheid is 148 inwoners per km².

## Demografie
Gianico telt ongeveer 804 huishoudens. Het aantal inwoners steeg in de periode 1991-2001 met 8,8% volgens cijfers uit de tienjaarlijkse volkstellingen van ISTAT.
| Jaar | Inwoneraantal |
| ---- | ------------- |
| 1991 | 1768          |
| 2001 | 1924          |

## Geografie
Gianico grenst aan de volgende gemeenten: Artogne, Bovegno, Darfo Boario Terme, Esine.

## Externe link

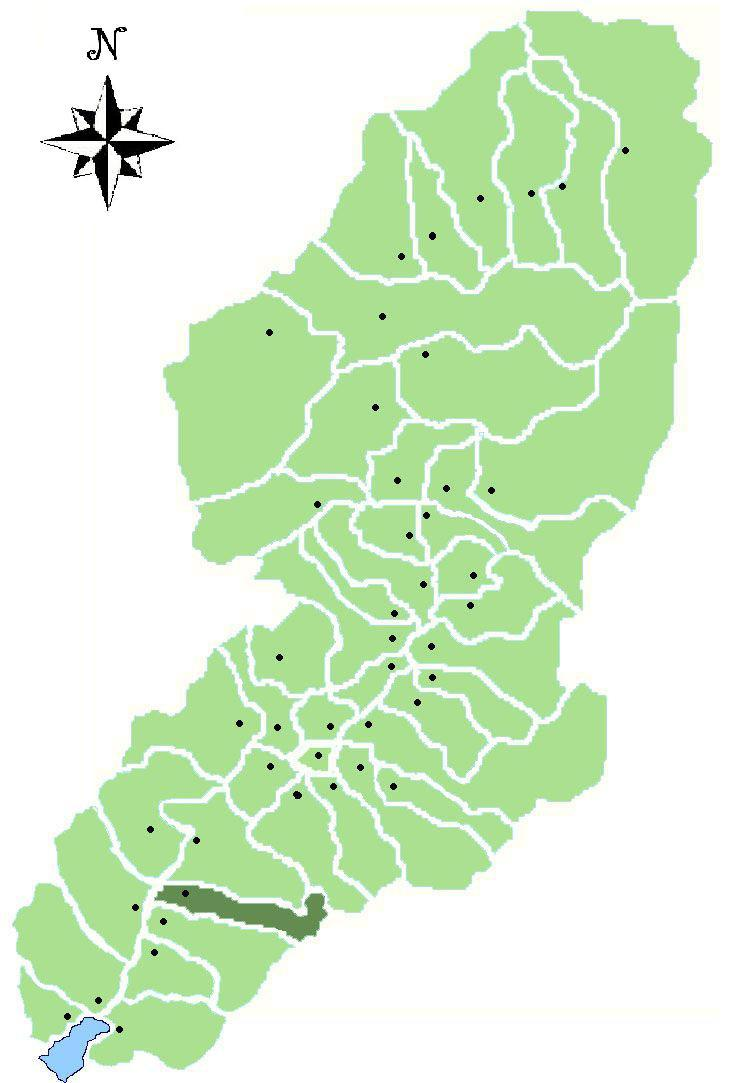
Gianico's land in Valle Camonica